# Trilacuna
Trilacuna là một chi nhện trong họ Oonopidae.